# Guy von Keller
Guy von Keller (* 1908; † 2005) war ein Schweizer Diplomat.

## Leben
Von Keller trat in den diplomatischen Dienst ein und war zwischen 1947 und 1950 als Gesandtschaftssekretär in der Handelsabteilung im Eidgenössischen Volkswirtschaftsdepartement (heute Eidgenössisches Departement für Wirtschaft, Bildung und Forschung) tätig. Nach seiner Beförderung zum Gesandtschaftssekretär Erster Klasse am 20. Januar 1950 war er zwischen 1950 und 1955 Mitarbeiter an der Gesandtschaft in der Volksrepublik Polen sowie von 1955 bis 1961 an der Gesandtschaft in Kairo, an der er am 2. November 1956 zum Legationsrat befördert wurde. Nach seiner Beförderung zum Legationsrat Erster Klasse am 21. Februar 1961 wurde er Botschaftsrat an der Botschaft in Paris.
Am 21. Januar 1963 wurde von Keller Nachfolger von René Keller als Botschafter in Ghana und übte dieses Amt bis zum 29. November 1966 aus, woraufhin Friedrich Schnyder sein dortiger Nachfolger wurde. Zugleich war er seit dem 29. April 1966 als Schweizer Vertreter in Sierra Leone akkreditiert. Zuletzt löste er am 21. Februar 1967 Julien Rossat als Botschafter in Irland ab und bekleidete diesen Posten bis zu seinem Eintritt in den Ruhestand am 31. Mai 1973. Sein Nachfolger wurde daraufhin Richard Aman.

## Weblink
- Dokumente von und über Keller, Guy von in der Datenbank Dodis der Diplomatischen Dokumente der Schweiz

| Personendaten    | Personendaten      |
| ---------------- | ------------------ |
| NAME             | Keller, Guy von    |
| KURZBESCHREIBUNG | Schweizer Diplomat |
| GEBURTSDATUM     | 1908               |
| STERBEDATUM      | 2005               |